# Сергеенки
Сергеенки — деревня в Тёмкинском районе Смоленской области России. Входит в состав Аносовского сельского поселения. Население — 7 жителей (2007 год). 
Расположена в восточной части области в 22 км к северо-западу от Тёмкина, в 20 км южнее автодороги М1 «Беларусь», на берегу реки Николаевка. В 13 км южнее деревни расположена железнодорожная станция О.п. 36-й км на линии Вязьма — Калуга. 

## История
В годы Великой Отечественной войны деревня была оккупирована гитлеровскими войсками в октябре 1941 года, освобождена в марте 1943 года.